# Copiapoa cinerea
Copiapoa cinerea (укр. Коп'япоа попеляста, Коп'япоа цинерея; синоніми: Copiapoa melanohystrix, Copiapoa columna-alba, Copiapoa albispina, Echinocactus cinereus, Copiapoa de Philippi) — вид сукулентних рослин з роду коп'япоа (Copiapoa) родини кактусових.

## Ареал

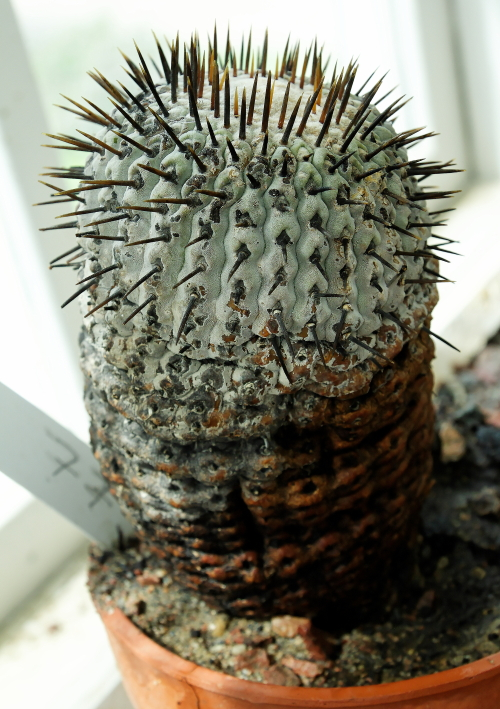
Copiapoa cinerea ssp. columna-alba

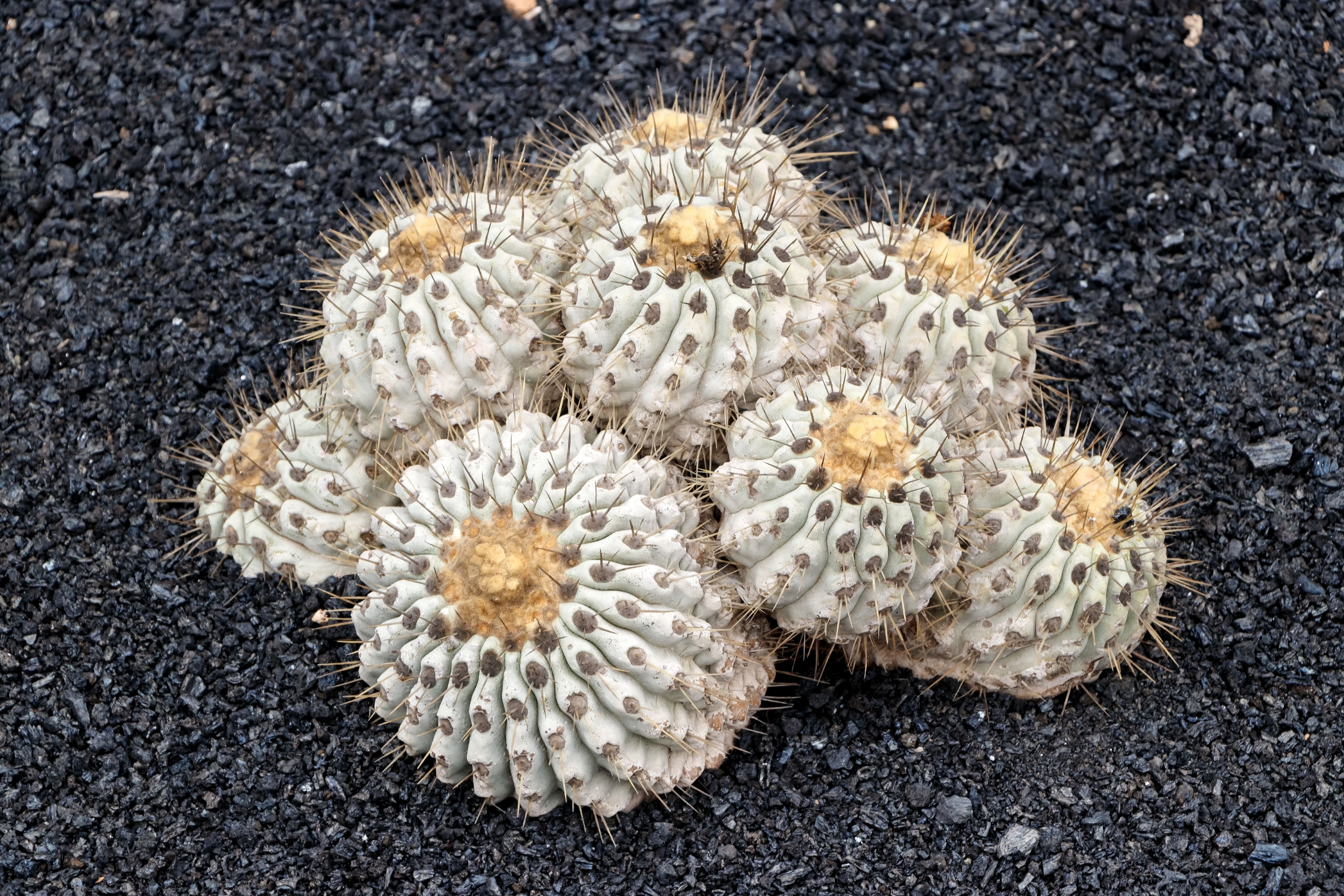
ssp. purpurea

Північ Чилі (провінція Антофагаста). Цей вид копіапої був виявлений Філіппі в 1854 році в Хуесо Парад, вглиб материка від Тальталя і вперше описаний ним в 1860 році як Echinocactus cinereus. Це дуже витривала до посухи рослина. У районі, де вони ростуть дуже мало дощів, але часті прибережні тумани забезпечують значну частину їхніх потреб у воді.

## Морфологічний опис
Стебло сірувате з щільним білим восковим нальотом, циліндричне, на батьківщині досягає 1 м заввишки, до 15 см в діаметрі. Ребер 15-30, з поглибленнями між ареолами. Радіальні колючки 1-7, до 2 см довжиною, центральні — 1-2, до 3 см завдовжки. Всі колючки чорні, шилоподібні, з товстою основою.
Квітки жовті, з чорнуватими краями пелюсток і рожевою маточкою, 3,5 см довжиною і діаметром. Зав'язь гола, вона має потребу у великій кількості сонячного світла, щоб цвісти.
Плоди від 1,5 до 2 см у довжину. Насіння блискуче, чорне. Розмноження насінням. Для прискорення росту використовують щеплення.

## Охоронні заходи
Copiapoa cinerea входить до Червоного Списку Міжнародного Союзу Охорони Природи видів, з найменшим ризиком (LC).

## Утримання
Цей надзвичайно повільно зростаючий кактус потребує захисту від надмірного тепла та сонця влітку. Регулярні поливи влітку, але ґрунтова суміш має просохнути між поливами, потребує хорошого дренажу. Сухе та тепле утримання взимку (температура не нижче 10 °C.), щоб уникнути гниття.